# Brotkorbgesetz
La Brotkorbgesetz (littéralement loi de la corbeille de pain) était une loi prussienne votée par le parlement prussien sur proposition du chancelier allemand et prussien Otto von Bismarck le 22 avril 1875.
Cette loi fut votée dans le contexte du Kulturkampf qui se déroulait entre l'Empire allemand et l'Église catholique romaine. Elle avait pour principale conséquence de bloquer l'accès à toutes subventions étatiques à l'Église catholique et de forcer la reconnaissance de l'Empire allemand par cette même Église. Les ecclésiastiques qui reconnaissaient l'Empire par écrit pouvaient de nouveaux recevoir l'aide de l'État. En allemand, « tenir haute la corbeille à quelqu'un » veut dire « lui serrer la vis », d'où le nom de la loi. Le Brotkorbgesetz, toute comme le Kanzelparagraph, fait partie d'un ensemble de lois visant à diminuer l'influence de l'Église catholique en Allemagne au profit de l'Empire. Cette politique se solda toutefois par un échec.

## Contexte
L'Empire allemand est le descendant indirect du Saint-Empire romain germanique. L'autorité et l'administration de ce dernier reposaient grandement sur l'Église catholique et ses évêchés. Il a de ce fait été le théâtre de nombreuses luttes d'influences entre les empereurs germaniques et les papes.
En 1879, le Premier concile œcuménique du Vatican proclama l'infaillibilité pontificale. Si les évêques allemands du XIXe siècle s'opposèrent à cette décision dans un premier temps, ils finirent pas en accepter la mise en application. Cette décision mettait en évidence l'opposition entre la pensée libérale allemande et l'Église.

## Le Kulturkampf
Otto von Bismarck mena la politique dite de la Kulturkampf contre l'Église catholique et contre le parti du Zentrum qui y était associé. Il voyait dans ce dernier parti, siégeant dans l'opposition au Reichstag, une « internationale noire » dirigée depuis Rome qui aurait contré ses visions nationalistes. Il le proclama « ennemi du Reich » prussien et protestant qui cherchait à s'unir sur le plan national.
En 1871, Bismarck fit voter la loi dit du Kanzelparagraph qui interdisait aux ecclésiastes de tenir des propos à caractère politique opposé à l'Empire devant une quelconque assemblée sous peine de prison.
En 1872, suivit la Jesuitengesetz, littéralement loi jésuite, interdisait cet ordre ainsi que d'autres. Seuls les ordres médecins furent épargnés.

## Les Maigesetzen
Les Maigesetzen (lois de mai) de 1873 proclamaient qu'aucun ecclésiaste ou prêtre ne pouvait entrer en fonction sans l'accord de l'administration impériale. En 1875, la Personenstandsgesetz (loi sur l'état civil) mit en place un mariage civil et obligea les citoyens à déclarer tous naissances, décès et mariages auprès de l'administration. Cela mit donc fin au monopole de l'Église dans le domaine.
Les associations et la presse catholiques furent également mises sous surveillance et le contrôle étatique sur les cours de religion renforcé. Finalement en juin 1875 vint l'abrogation de l'article sur l'Église de la Constitution prussienne qui garantissait l'autonomie de celle-ci et l'égalité entre les religions.
Le pape considérait la loi de mai de février 1875 comme invalide et menaça tous ceux qui la respecteraient d'exclusion de l'Église.

## Loi et ajout
La loi en elle-même supprima les subventions au bénéfice de l'Église, si les ecclésiastes ne s'engageaient pas à suivre les lois impériales.
En 1875 suivirent d'autres mesures dirigées contre l'Église :
- le 31 mai 1875 : tous les ordres catholiques à l'exception des ordres médecins furent interdits. La loi prévoyait tout de même un délai de 6 mois. Seuls les ordres liés à l'éducation avaient droit à un sursis supplémentaire.

- le 18 juin 1875 : la constitution prussienne fut amendée, les articles 15, 16 et 18 abrogés.

- le 20 juin 1875 : l'administration des territoires appartenant à l'Église fut réformée. Désormais chaque domaine doit avoir un représentant légal et un conseil d'administration.

- le 4 juillet 1875 : une loi dispose que l'Église catholique devait mettre à disposition ses églises et cimetières si un grand nombre de personnes le demandait[5].

D'autres lois suivirent : les centres de formation liés aux évêchés furent fermés, tout comme les établissements appartenant aux ordres non médecins. Elle prévoyaient également que les ecclésiastiques ayant reconnu l'Empire et s'étant mis en infraction vis-à-vis du pape seraient exemptés de toute sanction. Dans les faits seuls 24 obtempérèrent sur 4000.

## Conséquences
Les évêques et prêtres qui ne respectaient pas la loi furent condamnés à des amendes et à des peines d'emprisonnement. Ceux qui refusait de payer furent perquisitionnés, contraint d'obéir de force et leurs biens furent réquisitionnés. En 1878, seuls trois évêques administraient leurs évêchés parmi les 12 existant en Prusse, un quart des paroisses étaient restées sans prêtre. 296 ordres catholiques et 4 000 membres furent interdits.
Bismarck ne réussit cependant pas à atteindre ses objectifs. La lutte contre les catholiques renforça leur cohésion autour du pape. Les conflits d'intérêts traditionnels entre libéraux et conservateurs catholiques passèrent au second plan. Les associations et la presse catholiques gagnèrent en importance et soutenaient activement le Zentrum. Aux élections de 1877 et 1878, il devint la seconde faction du parlement.
Le chancelier prussien dut abandonner le terrain et la loi fut finalement abrogée le 14 juillet 1880. Dès lors, les évêques furent exemptés de serment vis-à-vis de la loi prussienne.